# Günther Wiesinger
Günther Wiesinger (* 19. September 1930 in Wien; † 16. August 2010 in Wolfenreith bei Habruck) war ein österreichischer Politiker (ÖVP) und Facharzt. Wiesinger war von 1973 bis 1983 Abgeordneter zum österreichischen Nationalrat.
Wiesinger besuchte nach der Volksschule ein Realgymnasium, an dem er 1948 die Matura ablegte. Danach studierte Wiesinger Medizin an der Universität Wien und promovierte 1954 zum Doktor. Wiesinger betrieb ab 1961 eine Praxis als Facharzt für Innere Medizin sowie ein Rehabilitationsinstitut. Zudem errichtete er mehrere Rheumaambulatorien sowie ein privates Sanatorium und ein Kurhotel in Strobl.
Wiesinger engagierte sich bereits während seiner Studienzeit in der Politik und war von 1952 bis 1954 Vorsitzender des Hauptausschusses der Universität Wien und des Zentralausschusses der Österreichischen Hochschülerschaft in Personalunion. Zuvor war er 1948 der Katholisch Österreichischen Hochschulverbindung Nordgau Wien im Österreichischen Cartellverband beigetreten. Nach dem Ende seines Studiums wurde er 1956 Mitglied der Vollversammlung und des Vorstandes der Wiener Ärztekammer, dem er bis 1960 angehörte. Er war zudem Generalsekretär der Vereinigung der Österreichischen Ärzte und ab 1971 Vorsitzender des Arbeitsausschusses für Gesundheit und Umwelt der Bundesparteileitung der ÖVP. Zwischen dem 26. November 1973 und dem 18. Mai 1983 vertrat er die ÖVP im Nationalrat, wobei er langjähriger Gesundheitssprecher des ÖVP-Parlamentsklubs war.
Wiesinger war Mitglied der katholischen Studentenverbindungen KÖHV Nordgau Wien (ab 1948), KDStV Nordgau (Prag) Koblenz, KAV Capitolina Rom, KÖHV Mercuria Wien, Ö.k.a.V. Rhaeto-Danubia Wien und KÖHV Sängerschaft Waltharia Wien.

## Ehrungen
- 1998: Komtur des Päpstlichen Ritterordens des heiligen Gregors des Großen[1]